# 4AD
4AD（フォーエーディー）は、イギリスのインディー・レコードレーベル。主にインディー・ロックのアーティストを取り扱っている。1980年に、ベガーズ・バンケット・レコードの資金提供を受け、アイヴォ・ワッツ＝ラッセルとピーター・ケントによって設立された。

## 概要

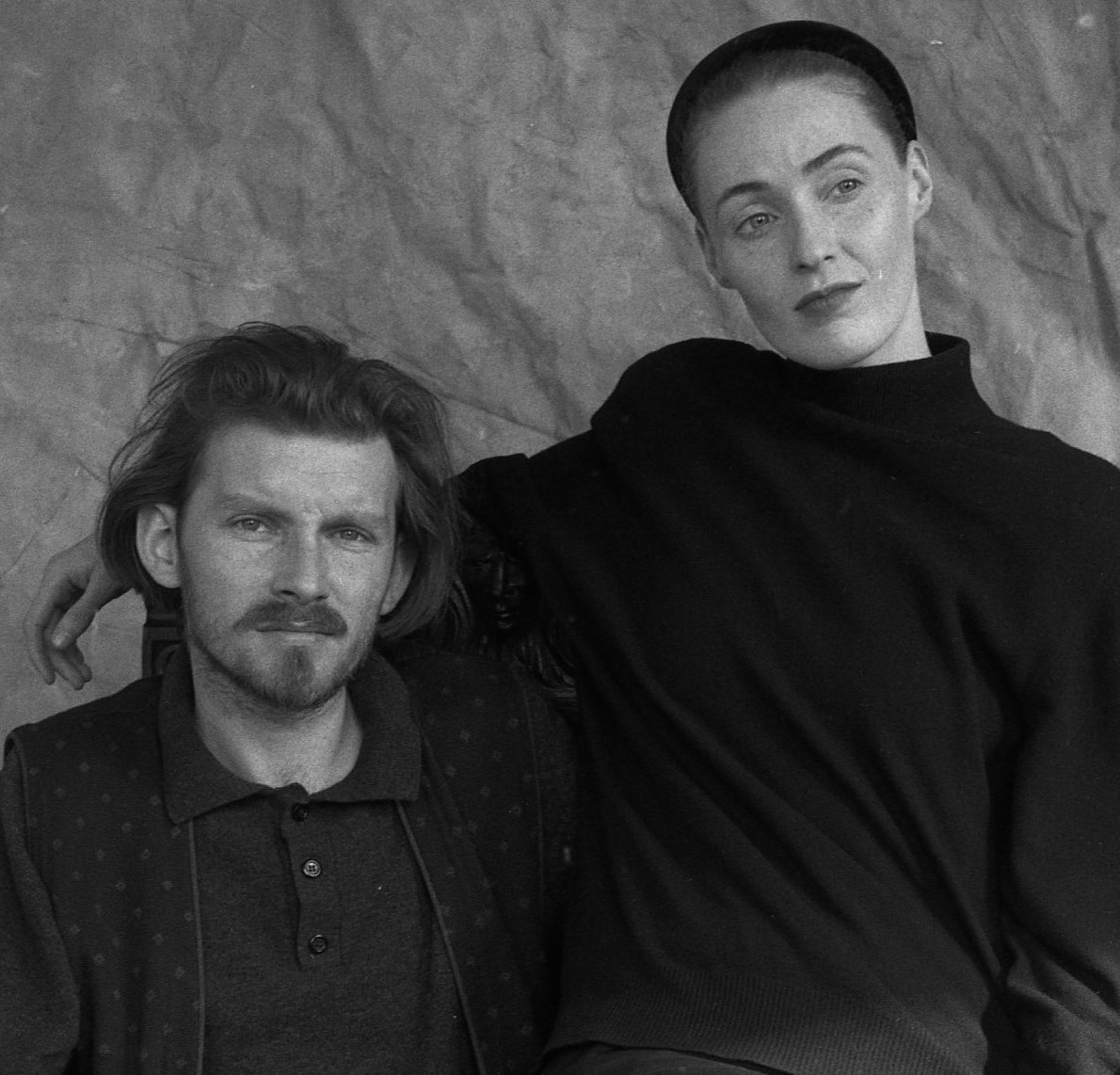
4AD設立当初のアーティストであったデッド・カン・ダンス

当初、アクシス・レコード（Axis Records）のレーベル名で設立されたが、同名の会社が存在することを知り4ADに改名した。レーベル名は、「Looking Forward（展望）」という言葉から派生して生まれた。
ピーター・ケントの退社後、アイヴォ・ワッツ＝ラッセルはグラフィック・デザイナーのヴォーン・オリヴァーを招いた。ヴォーン・オリヴァーは写真家のナイジェル・グリーアソンとデザイン・チーム「23エンベロップ (23 Envelope)」を結成し、レーベルのアート・ワークを手掛け、退廃的な音と耽美的なデザインを一致させることによりレーベルカラーを確立した。
1980年代初期は、バウハウス、コクトー・ツインズ、デッド・カン・ダンス等、ゴシック調のスタイルを特徴としたアーティストを中心にリリースしていたが、1980年代半ばよりスローイング・ミュージズやピクシーズ等、アメリカのオルタナティヴ・ロック勢にリリースの比重を置き始めた。一方で、ブルガリアの民族音楽「Le Mystere Des Voix Bulgares / 神秘の声」をリリースするなどカテゴリーも多様化していった。1987年には、A.R. ケインを中心に結成されたM/A/R/R/Sの『パンプ・アップ・ザ・ボリューム』が全英チャート1位を獲得した。この曲は、ブレイクビーツをサンプリングしたアシッド・ハウスの先駆けとして知られている。

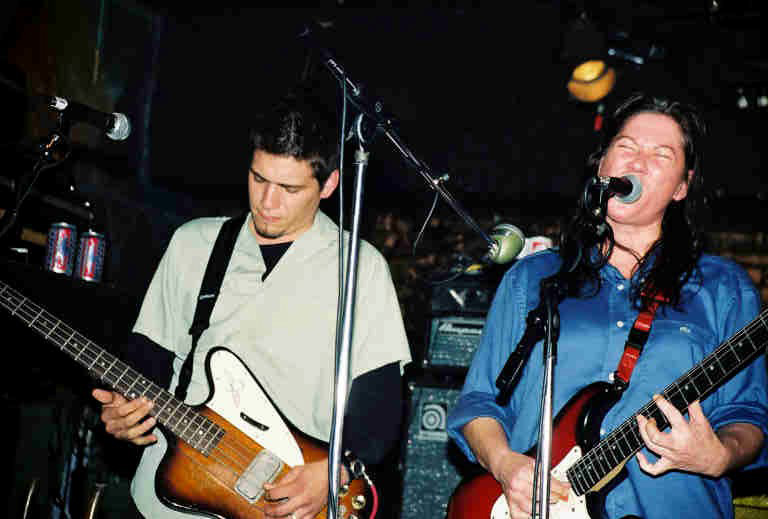
1990年代の4ADの看板アーティストであったブリーダーズ

1990年代には、ロサンゼルスにオフィスを設け、ブリーダーズ、レッド・ハウス・ペインターズ、アンレスト、ヒズ・ネーム・イズ・アライヴの作品をリリースし成功を収めた。1999年にアイヴォ・ワッツ＝ラッセルは、持ち株をベガーズ・バンケットへ売却し、以後4ADはベガーズ・グループ傘下のレーベルとして活動を続ける。
2008年、ベガーズ・グループの事業再構築が行われ、ベガーズ・バンケットとトゥー・ピュアの両レーベルが4ADに吸収されることとなった。

## 主なアーティスト
過去のアーティストを含む
- エアー・マイアミ (Air Miami)
- アンプス (The Amps)

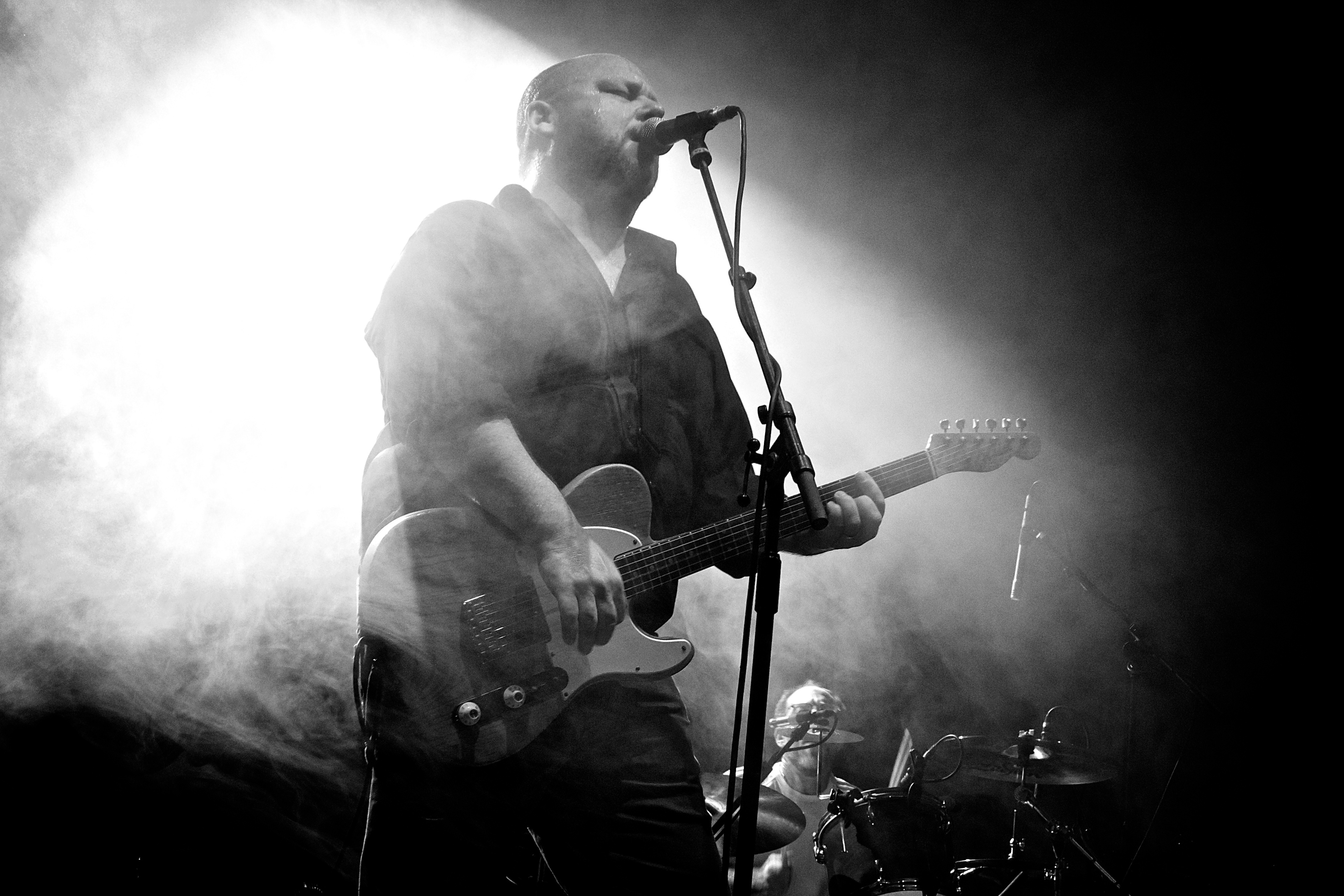
ピクシーズのブラック・フランシス

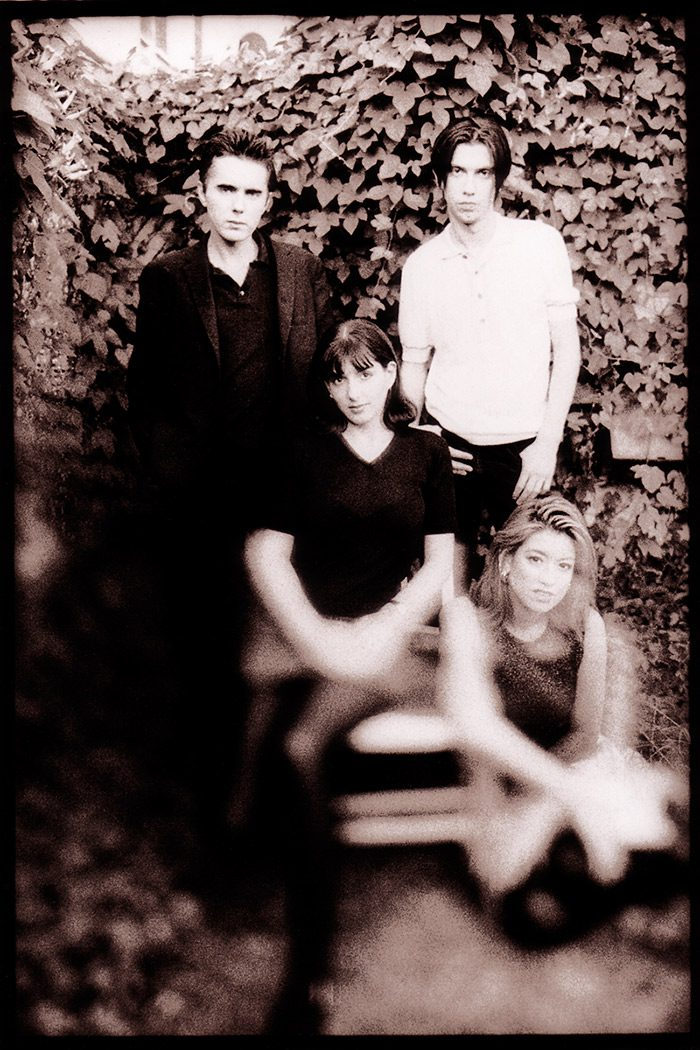
ラッシュ

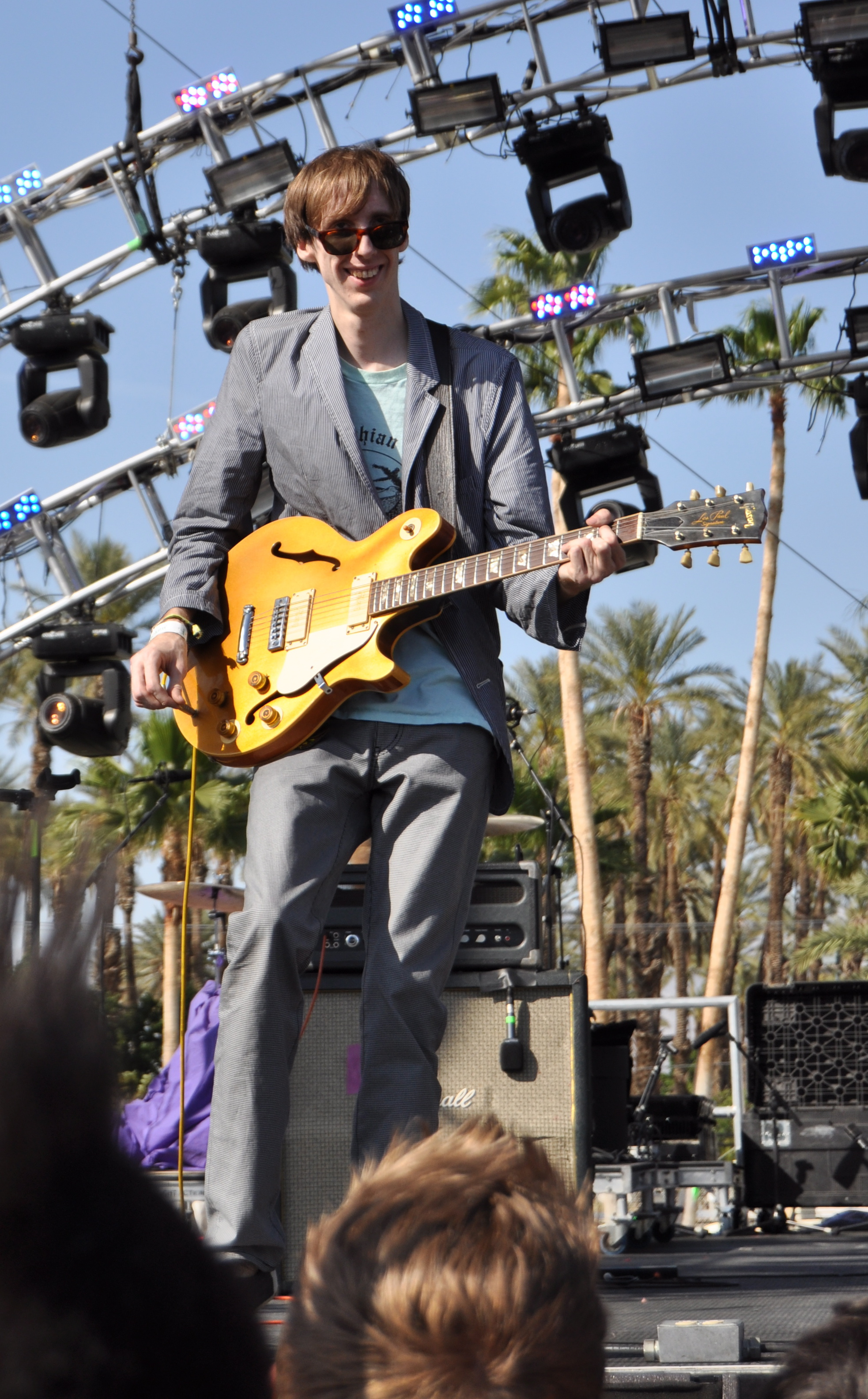
ディアハンターのブラッドフォード・コックス

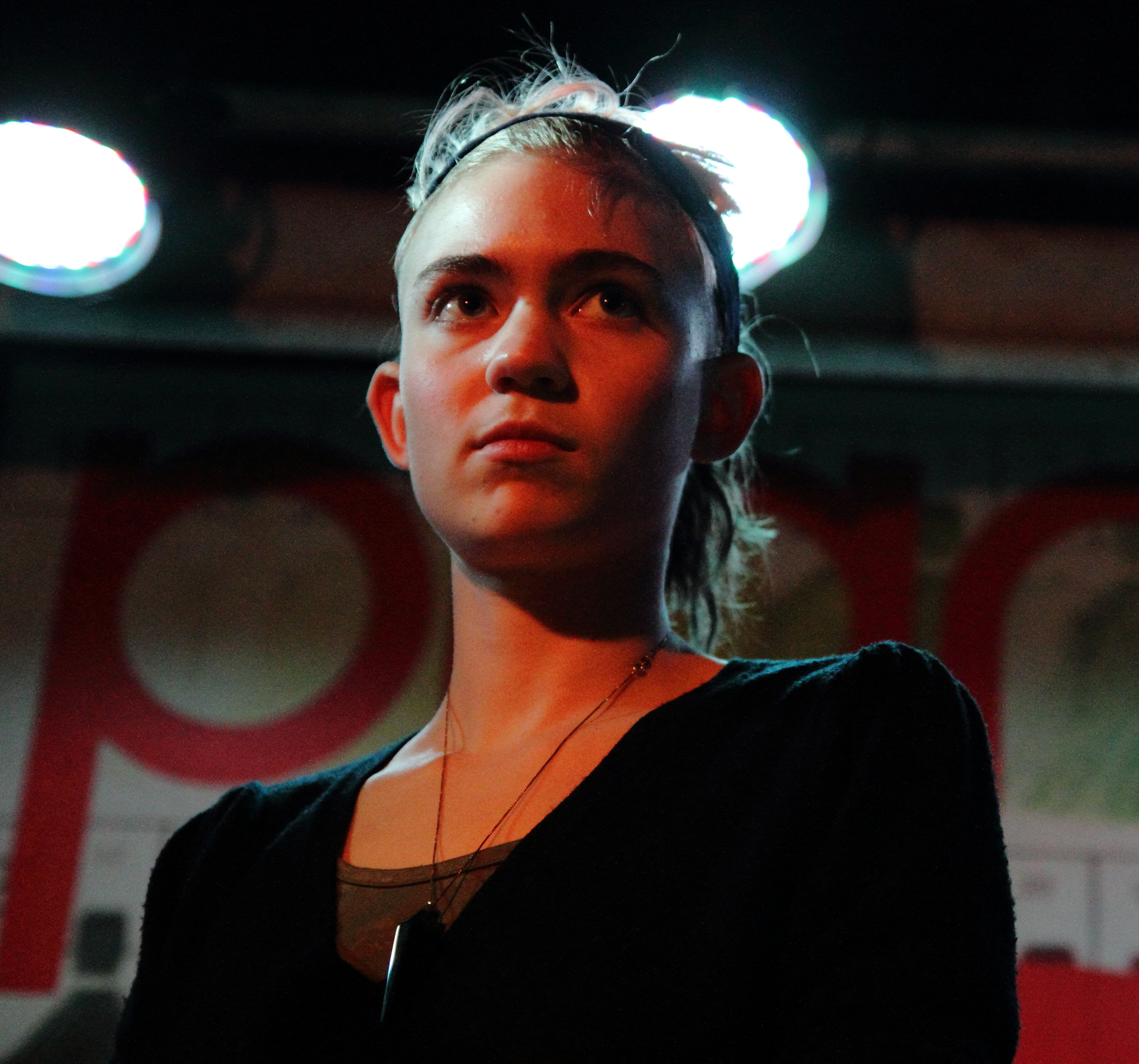
グライムス

- アリエル・ピンクス・ホーンテッド・グラフィティ (Ariel Pink's Haunted Graffiti)
- A.R. ケイン (A.R. Kane)
- アトラス・サウンド (Atlas Sound)
- バウハウス (Bauhaus)
- B.C.ギルバート&G.ルイス (B. C. Gilbert & G. Lewis)
- ベアーズ (Bearz)
- ベリー (Belly)
- ベティ・サーヴァート (Bettie Serveert)
- ザ・ビッグ・ピンク (The Big Pink)
- ビッグ・シーフ (Big Thief)
- ザ・バースデイ・パーティ (The Birthday Party)
- ブロンド・レッドヘッド (Blonde Redhead)
- ボン・イヴェール (Bon Iver)
- ブリーダーズ (The Breeders)
- ブレンダン・ペリー (Brendan Perry)
- ブロークン・レコーズ (Broken Records)
- カメラ・オブスキュラ (Camera Obscura)
- クラン・オブ・サイモックス (Clan of Xymox)
- コクトー・ツインズ (Cocteau Twins)
- コリン・ニューマン (Colin Newman)
- カラーボックス (Colourbox)
- キューバ (Cuba)
- クーポール (Cupol)
- ダンス・チャプター (Dance Chapter)
- ダニエル・アッシュ&グレン・キャプリング （Daniel Ash & Glenn Campling）
- デッド・カン・ダンス (Dead Can Dance)
- ディアハンター (Deerhunter)
- デパートメント・オブ・イーグルス (Department of Eagles)
- ディフ・ジュズ (Dif Juz)
- エフタークラング (Efterklang)
- エマ・ポロック (Emma Pollock)
- ファスト・セット (The Fast Set)
- フランク・ブラック (Frank Black)
- フレイザー・コーラス (Frazier Chorus)
- フューチャー・アイランズ (Future Islands)
- ギャング・ギャング・ダンス (Gang Gang Dance)
- グリー・クラブ (The Glee Club)
- グライムス (Grimes)
- ガス・ガス （Gus Gus）
- ハンス・ジマー&リサ・ジェラルド (Hans Zimmer & Lisa Gerrard)
- ハロルド・バッド (Harold Budd) /エリザベス・フレイザー (Elizabeth Fraser) /ロビン・ガスリー (Robin Guthrie) /サイモン・レイモンド (Simon Raymonde)
- ハイディ・ベリー (Heidi Berry)
- ヒズ・ネーム・イズ・アライヴ (His Name Is Alive)
- イン・カメラ (In Camera)
- インサイズ (Insides)
- ヨハン・ヨハンソン (Jóhann Jóhannsson)
- ケンドラ・スミス (Kendra Smith)
- クリスティン・ハーシュ (Kristin Hersh)
- ラクナ (Lakuna)
- ラスト・ダンス (Last Dance)
- リコリス (Liquorice)
- リサ・ゲルマーノ (Lisa Germano)
- リサ・ジェラルド (Lisa Gerrard)
- リサ・ジェラルド&ピーター・バーク (Lisa Gerrard & Pieter Bourke)
- ロー・ファング (Lo-Fang)
- リディア・ランチ (Lydia Lunch)
- ラッシュ (Lush)
- マーズ (M/A/R/R/S)
- マス (Mass)
- マット・ジョンソン (Matt Johnson)
- マイケル・ブルック (Michael Brook)
- モダン・イングリッシュ (Modern English)
- モハーヴィ3 (Mojave 3)
- ザ・マウンテン・ゴーツ (The Mountain Goats)
- M・ウォード (M.Ward)
- マイ・キャプテンズ (My Captains)
- ザ・ナショナル (The National)
- ニール・ハルステッド (Neil Halstead)
- ピーター・ヌーテン／マイケル・ブルック (Pieter Nooten/Michael Brook)
- パラディンズ (The Paladins)
- ペイル・セインツ (Pale Saints)
- パスト7デイズ (The Past 7 Days)
- ピアノ・マジック (Piano Magic)
- ピクシーズ (Pixies)
- サイコティック・タンクス (Psychotik Tanks)
- ピュリティ・リング (Purity Ring)
- レイチェル・ゴスウェル (Rachel Goswell)
- レッド・エイトキンス (Red Atkins)
- レッド・ハウス・ペインターズ (Red House Painters)
- レマ-レマ (Rema-Rema)
- レネ・ハケット&デビッド・ジェイ (Rene Halkett & David Jay)
- リシェネル (Richenel)
- ローランド S.ハワード&リディア・ランチ (Rowland S. Howard & Lydia Lunch)
- シーア (Scheer)
- スコット・ウォーカー (Scott Walker)
- セレナ・マニッシュ (Serena Maneesh)
- ショックス (Shox)
- ソン (SOHN)
- ソート・ソル (Sort Sol)
- スペースゴーストパープ (SpaceGhostPurrp)
- スパイリアX (Spirea X)
- スプーンフェッド・ハイブリッド (Spoonfed Hybrid)
- スターリー・スムース・ハウンド (Starry Smooth Hound)
- ステレオラブ (Stereolab)
- ストーノウェイ (Stornoway)
- セイント・ヴィンセント (St. Vincent)
- スワロー (Swallow)
- タニヤ・ドネリー (Tanya Donelly)
- ターネーション (Tarnation)
- ザット・ドッグ (That Dog)
- ザ・ザ (The The)
- シーヴェリー・コーポレーション (Thievery Corporation)
- スローイング・ミュージズ (Throwing Muses)
- ティンダースティックス (Tindersticks)
- トム・バリル (Tom Baril)
- チューン・ヤーズ (Tune-Yards)
- TV オン・ザ・レディオ (TV on the Radio)
- 23エンベロップ (23 Envelope)
- ツイン・シャドウ (Twin Shadow)
- ウルトラ・ヴィヴィッド・シーン (Ultra Vivid Scene)
- アンダーグラウンド・ラバーズ (Underground Lovers)
- アンレスト (Unrest)
- ヴォーン・オリヴァー・アンド・v23 (Vaughan Oliver and v23)
- ヴィニー・ミラー (Vinny Miller)
- ウォルフガング・プレス (The Wolfgang Press)
- Xマル・ドイッチラント (Xmal Deutschland)

## ディスコグラフィ

### 企画盤
- ディス・モータル・コイル (This Mortal Coil)
- ブルガリアン・ヴォイス (Le Mystère des Voix Bulgares)